# Acrocercops nolckeniella
Acrocercops nolckeniella là một loài bướm đêm thuộc họ Gracillariidae. Loài này có ở Colombia và Guyana. Nó được miêu tả bởi P.C. Zeller năm 1977. Ấu trùng ăn một loài chưa xác định của Brugmansia.